# Cornelia Herrmann
Cornelia Herrmann (* 1977 in Salzburg) ist eine österreichische Pianistin.

## Leben
Cornelia Herrmann stammt aus einer Salzburger Musikerfamilie.
Als Achtjährige wurde sie an die Hochschule Mozarteum in die Klasse von Anton Czjzek aufgenommen. Später studierte sie bei Imre Rohmann in Salzburg und Noel Flores an der Universität für Musik und darstellende Kunst in Wien.
Sie erhielt regelmäßigen Unterricht bei Ferenc Rados in Budapest und weitere wichtige künstlerische Impulse von Alexander Lonquich, Murray Perahia, András Schiff und von Alfred Brendel.
1996 war Cornelia Herrmann jüngste Finalistin und Gewinnerin des Internationalen Johann-Sebastian-Bach-Wettbewerb in Leipzig und 1999 Sonderpreisträgerin des Internationalen Mozart-Wettbewerb in Salzburg.
2002 debütierte sie bei den Salzburger Festspielen und führte 2003 Mozarts Rezitativ und Rondo „Ch’io mi scordi di te?“ für Sopran mit obligatem Klavier und Orchester KV 505 mit Elīna Garanča, Marcello Viotti und dem Mozarteumorchester Salzburg auf.
Cornelia Herrmann trat als Solistin mit internationalen Orchestern wie der Camerata Salzburg, dem Mozarteumorchester Salzburg, dem Bruckner Orchester Linz, dem Wiener Kammerorchester, dem NHK Symphony Orchestra, The Florida Orchestra, dem MDR-Sinfonieorchester, dem Israel Chamber Orchestra auf und arbeitete dabei mit den Dirigenten Sir Roger Norrington, Manfred Honeck, Hubert Soudant, Sir Neville Marriner, James Judd, Pinchas Steinberg, Fabio Luisi, Lawrence Renes, Stefan Sanderling zusammen.
Sie war Gast bei Festivals wie Styriarte, Grafenegg Festival, MDR-Musiksommer, Festspiele Mecklenburg-Vorpommern, Pacific Music Festival und musiziert mit Christian Altenburger, Mirijam Contzen, Sergey Malov, Patrick Demenga, Quirine Viersen und dem Gewandhaus-Quartett Leipzig.
Cornelia Herrmann lebt in Wien.

## Projekte
Zahlreiche „Wort und Ton“- Projekte gestaltete sie mit Cornelia Froboess (George Sand & Frédéric Chopin, Heinrich Heine & Robert Schumann) und Peter Simonischek (Thomas Bernhard: 'Meine Preise', Cécile und Felix Mendelssohn Bartholdy).
Im Mai 2014 startete Cornelia Herrmann ihr eigenes Kammermusikfestival 'Musiktage Hundsmarktmühle' am Fuschlsee in Salzburg. Die Kammermusikkonzerte finden im Heuboden der aus dem 16. Jahrhundert stammenden Hundsmarktmühle statt. Die Musiktage finden mittlerweile Ende Juni statt.

## Diskographie
- Salut d’amour – Victor, VICC-60442 (2005)
- R.Schumann: Fantasiestücke Op. 12 & Arabeske Op. 18 – Victor, VICC-60503 (2006)
- J.S.Bach: French Suites No. 1, No. 2, No. 5 & No. 6 - Camerata Tokyo, CMCD-25038 (2013)
- J.S.Bach: French Suites No. 3, No. 4 & Overture in the “French Style” - Camerata Tokyo, CMCD-25040 (2014)
- J.S.Bach: Italian Concerto - Camerata Tokyo, CMCD-25041 (2014)
- J.S.Bach: Partitas No. 2, No. 3 & No. 4 - Camerata Tokyo, CMCD-25043 (2016)
- J.S.Bach: Partitas No. 1, No. 5 & No. 6 - Camerata Tokyo, CMCD-25044 (2017)
- J.S.Bach: Well-Tempered Clavier Book I - Camerata Tokyo, CMCD-15155〜6 (2019)